# Коломбо, Джузеппе (политик)
Джузеппе Коломбо (итал. Giuseppe Colombo; 18 декабря 1836 года, Милан — 16 января 1921 года, Милан) — итальянский государственный деятель, политик.

## Биография
С 1863 года по 1911 год — профессор в области промышленной механики в Высшем техническом (затем политехническом) институте Милана.
16 января 1884 года — 8 мая 1891 года — генеральный директор итальянского электрического общества «Эдисон», а в 1896 году его президент.
С 1886 года по 1900 год — депутат Палаты депутатов Италии XVI—XX созывов.
В 1893 году, 1897 году и с 1904 года по 1907 год — председатель Совета инженеров и архитекторов в Милане.
В 1897 году — президент консорциума колледжей в Милане
С 1897 года по 1898 год — вице-президент Общества доменных печей и литейных металлоконструкций в Терни.
С 18 ноября 1898 года по 30 июня 1899 года — вице-председатель Палаты, а с 15 ноября 1899 года по 17 мая 1900 года — председатель Палаты.
Относился правым, с 1889 года стал одним из влиятельнейших членов партии, благодаря нападкам на Криспи и систематической борьбе с расточительством государственных средств. После падения Криспи и при организации, 7 февраля 1891 года, кабинета Рудини, в нём Коломбо получил портфель министра финансов. Однако вскоре в кабинете возникли разногласия по вопросу об источниках для покрытия дефицита, в результате чего кабинет 14 апреля 1892 года подал в отставку, но кризис закончился 22 апреля выходом в отставку одного лишь Коломбо, который противился введению новых налогов.
С 10 марта по 11 июля 1896 года — министр казначейства Итальянского Королевства.
С 1897 года по 1921 год — ректор Высшего технического (затем политехнического) института Милана и директор Института электротехники «Карло Эрба» в Милане.
С 1900 года — сенатор Итальянского Королевства. Являлся членом финансовой комиссии.
В 1906 году — президент Международной выставки в Милане
С 1906 года по 22 марта 1909 года — член Совета директоров, а с 22 марта 1909 года по 1921 год — председатель Совет директоров ОАО «Итальянский Кредит»

## Академические звания
- Член-корреспондент Ломбардского института наук и литературы в Милане (8 мая 1862 года)
- Действительный член Ломбардского института наук и литературы в Милане (4 апреля 1872 года)
- Действительный член в отставке Ломбардского института наук и литературы в Милане (22 июня 1882 года)
- Вице-президент Ломбардского института наук и литературы в Милане (С 1890 года по 1891 год и с 1894 года по 1895 год)
- Президент Ломбардского института наук и литературы в Милане (С 1892 года по 1893 год, с 1896 года по 1897 год и в 1920 году)
- Член-корреспондент Национальной академии дей Линчеи в Риме (14 июля 1888 года)
- Действительный член Национальной академии дей Линчеи в Риме (9 августа 1899 года)

## Награды
- Орден Святых Маврикия и Лазаря:
  - Большой крест (20 декабря 1914 года)
  - Великий офицер (6 декабря 1906 года)
  - Командор (11 апреля 1895 года)
  - Офицер (13 сентября 1881 года)
  - Кавалер (17 апреля 1865 года)
- Орден Короны Италии:
  - Большой крест
  - Офицер
  - Кавалер